# سیارک ۱۰۸۰۹
سیارک ۱۰۸۰۹ (به انگلیسی: 10809 Majsterrojr، نامگذاری:1993FS14) ده هزار و هشتصد و نهمین سیارک کشف شده‌است که در ۱۷ مارس ۱۹۹۳ کشف شد.
قدر مطلق سیارک برابر ۱۲٫۶۰ است.